# Evangelische Kirche (Heubach)

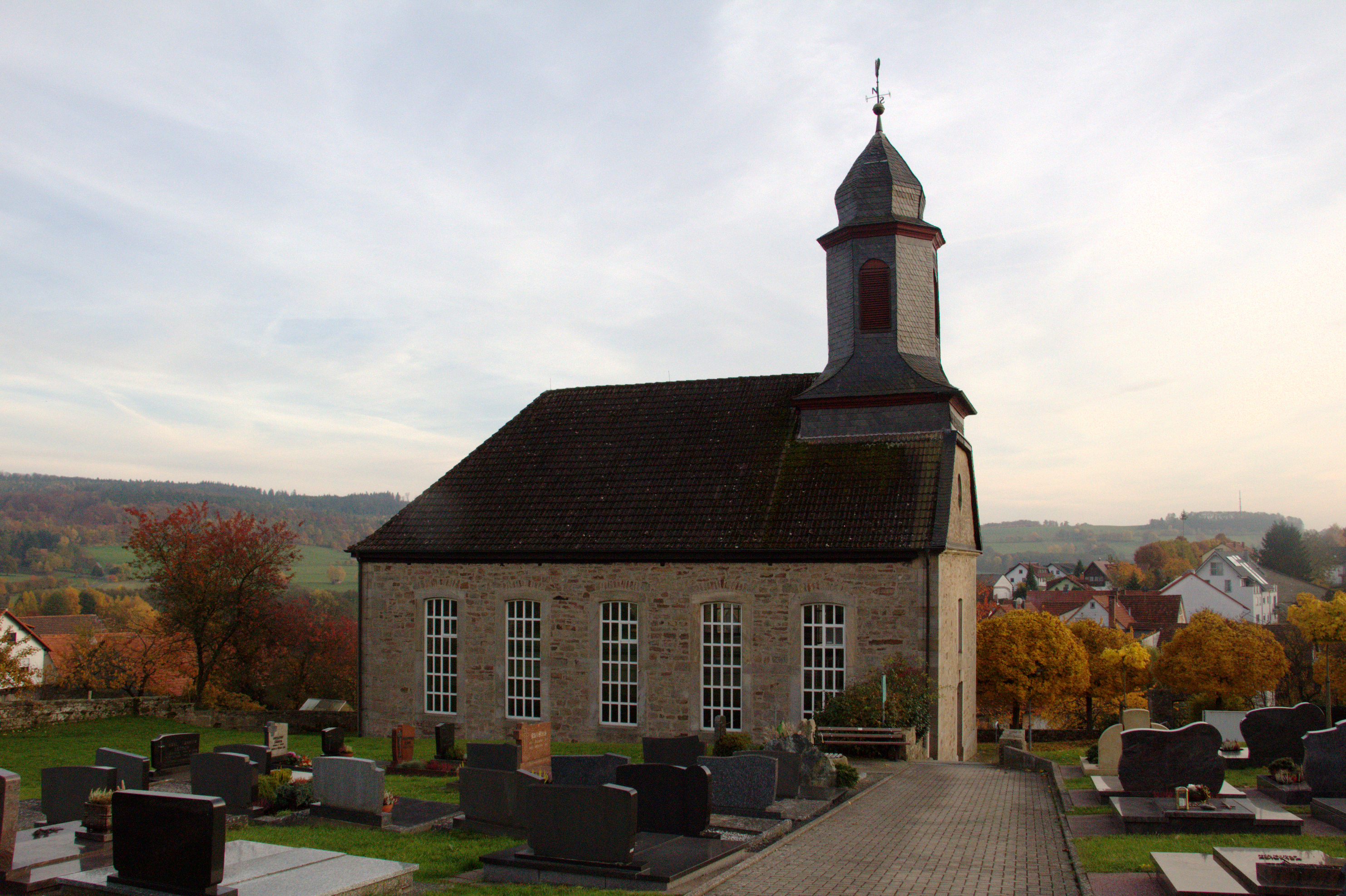
Evangelische Kirche in Heubach

Die evangelische Kirche Heubach ist ein denkmalgeschütztes Kirchengebäude auf dem Kirchfriedhof im Ortsteil Heubach der Gemeinde Kalbach im Landkreis Fulda in Hessen.
Die Kirche gehört zur Lukasgemeinde Kalbach im Kirchenkreis Fulda im Sprengel Hanau-Hersfeld der Evangelischen Kirche von Kurhessen-Waldeck.

## Beschreibung
Die Saalkirche mit fünf Jochen wurde 1754/55 aus Bruchsteinen gebaut. Aus dem Satteldach des Kirchenschiffs erhebt sich im Westen ein schiefergedeckter Dachreiter, der mit einer bauchigen Haube bedeckt ist. 
Die Orgel mit neun Registern, einem Manual und einem Pedal wurde 1797 von einem unbekannten Orgelbauer gebaut. Sie wurde 1887 von Theodor Wappes umdisponiert.